# Voltaire (muzikant)
Voltaire (wettelijke naam Aurelio Voltaire Hernández; Havana, 25 januari 1967) is een Cubaans-Amerikaanse musicus, populair in de gothic-scène. Hij is ook bekend door zijn vele animatieclips voor tv-zenders als TLC. Zijn tweede voornaam, die hij met de beroemde Franse schrijver François Marie Arouet van de Verlichting deelt, is zijn podiumnaam.
Voltaire is een ervaren animator en komiek. Hij is ook professor op de School of Visual Arts in New York.

## Boeken
- Voltaire (2002). Oh My Goth! Version 2.0. Sirius Entertainment. ISBN 1-57989-047-4
- Voltaire (2003). Oh My Goth!: Presents the Girlz of Goth!. Sirius Entertainment. ISBN 1-57989-061-X
- Voltaire, Chris Adams, David Fooden (2003). Chi-Chian: The Roleplaying Game. Aetherco/Dreamcatcher. ISBN 1-929312-03-2
- Voltaire (2004). Deady the Malevolent Teddy. Sirius Entertainment. ISBN 1-57989-083-0
- Voltaire (2004). Deady the Terrible Teddy. Sirius Entertainment. ISBN 1-57989-077-6
- Voltaire (2004). What Is Goth? - Music, Makeup, Attitude, Apparel, Dance, and General Skullduggery. Weiser Books. ISBN 1-57863-322-2
- Voltaire (2005). Deady the Evil Teddy. Sirius Entertainment. ISBN 1-57989-081-4
- Voltaire (2005). Paint It Black - A Guide to Gothic Homemaking. Weiser Books. ISBN 1-57863-361-3
- Voltaire (2007). Deady: Big in Japan. Sirius Entertainment. ISBN 1-57989-085-7
- Voltaire (2013). Call of the Jersey Devil.
- Voltaire (2014). The Legend of Candy Claws. ISBN 1-50292-112-X
- Voltaire (2015). Fifty Shades of Greys. ISBN 1-50887-683-5

## Discografie

### Releases
- The Devil's Bris (1998)
- Almost Human (2000)
- Banned on Vulcan (2001)
- Boo Hoo (2002)
- Then And Again (2004)
- Deady Sings! (2004)
- Zombie Prostitute... (2006)
- Live! (2006) (Zelf vrijgegeven)
- Ooky Spooky (2007)
- To the Bottom of the Sea (2008) (Zelf vrijgegeven)
- Hate lives in a small town (2010) (Zelf vrijgegeven)
- Riding a Black Unicorn Down the Side of an Erupting Volcano While Drinking from a Chalice Filled with the Laughter of Small Children (2011) (Zelf vrijgegeven)
- BiTrektual (2012) (Zelf vrijgegeven)
- Raised By Bats (2014) (Zelf vrijgegeven)

- International Standard Name Identifier: 0000 0000 4879 8059
- Library of Congress Control Number: no2003101726
- MusicBrainz: f7a2f0f1-da44-40b3-8dff-ab421af08bcf
- SNAC: w6m167fr
- Virtual International Authority File: 34154005
- WorldCat: E39PBJjRYwpFrD4HQwJ8mpKw4q